# Château de l'Étang (Marnes-la-Coquette)
Pour les articles homonymes, voir Château de l'Étang.
Le château de l'Étang est un château disparu, construit par Jules Hardouin Mansart et anciennement situé sur l'actuelle commune de Marnes-la-Coquette (Hauts de Seine).  

## Historique

### La demeure d'influents ministres
À partir de 1695, Louis François Marie Le Tellier de Barbezieux, secrétaire d'État du roi Louis XIV, fait démolir un ancien château pour en édifier un nouveau. Il en agrandit le parc en achetant à un sieur Puget la seigneurie voisine de La Marche, pour l'annexer à son domaine. 
Au décès du marquis de Barbezieux, en 1701, les travaux ne sont pas terminés. Ses enfants vendent, en mars 1701, le domaine à Michel Chamillart, alors principal ministre du roi Louis XIV, qui fait  achever les travaux. 
Œuvre de Jules Hardouin-Mansart, la façade du côté de l'entrée du château  était majestueuse, grâce à ses courbes, plus amples encore que celles du château de Berny ou du château de Bercy. La façade côté jardin était, quant à elle, presque rectiligne. 
Le parc était situé dans un vallon plat et sans grand relief, dominé par le terre-plein sur lequel se trouvait le château. Le grand parterre, orné de broderies, était situé sur une petite terrasse.  

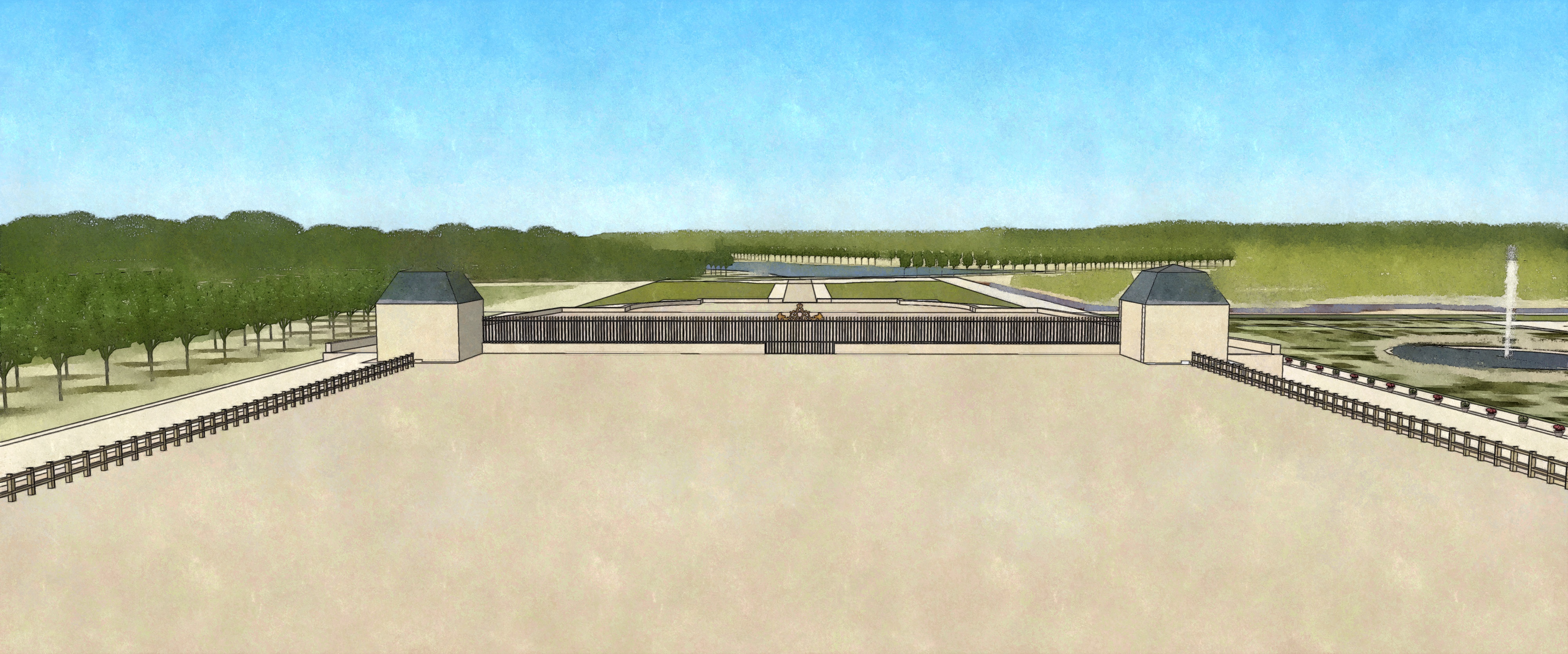
Schéma de la vue depuis le premier étage du château sur l'étang qui lui a donné son nom, vers 1705.

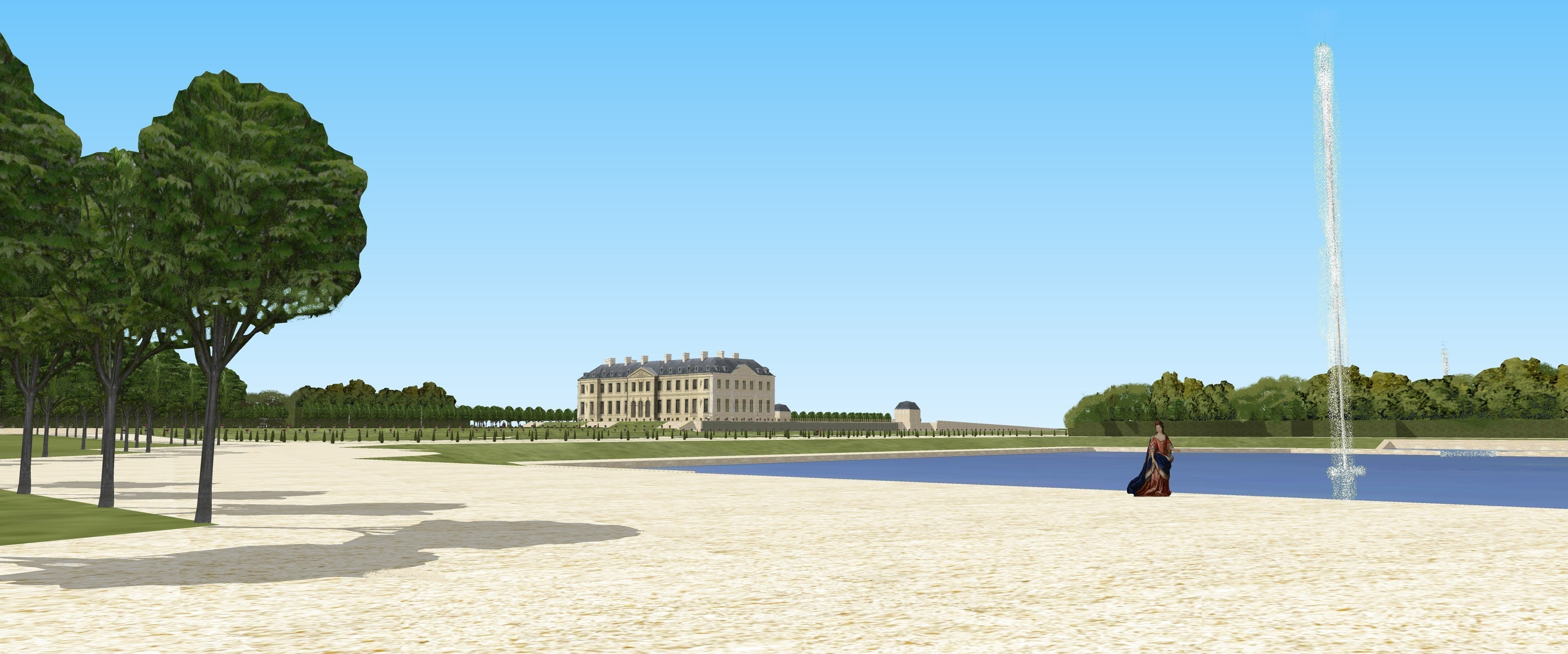
Restitution de la vue sur le château de l'Etang en allant vers le château de Villeneuve, vers 1705.

De là se découvrait la grande pièce d'eau du château, prolongée par un court canal.   
Un étang situé contre l'avenue d'entrée vers Versailles, séparait le château de l'Étang du château de La Marche et donnait son nom au domaine. Des charmilles, des avenues plantées d'arbres et de nombreux bosquets de verdure complétaient le dispositif, de manière classique.   
Le domaine comportait aussi, à côté de la grande pièce d'eau, un ensemble de bâtiments dénommés Villeneuve, où étaient logés le régisseur du domaine, le fontainier et les jardiniers. Les serres s'y trouvaient.   
À l'autre extrémité du domaine, le long de l'avenue menant vers Versailles, se trouvait le château de La Marche, où Michel Chamillart avait installé les écuries pour ses chevaux.   
Chamillart utilise pour sa vie familiale et ses relations de travail ce domaine idéalement situé près des lieux du pouvoir, entre Paris et Saint-Cloud d'un côté, Versailles de l'autre.   
En décembre 1702, le mariage  de Geneviève Thérèse Élisabeth Chamillart, fille du ministre, avec le duc de Lorges, beau-frère de Saint-Simon, a lieu au château de l'Étang.

### Chute de Michel Chamillart et démantèlement du domaine
La chute de Michel Chamillart, en 1709, va être fatale au domaine. Prié de s'éloigner de la Cour, Chamillart achète dans le Maine, en octobre 1709, le château et la terre de Courcelles, où il se retire. Il cherche à vendre le domaine de l'Étang, mais, faute d'y parvenir, il vend à démolir, en avril 1710, les matériaux du château à un entrepreneur.    
Le château de l'Étang eut donc une durée d'existence parmi les plus éphémères des châteaux français.
Privé du château qui en était le chef-lieu, le domaine est démembré. Une partie en est achetée par le contrôleur général des finances Nicolas Desmarest ; le château de La Marche appartiendra à John Law. Les bâtiments nommés Villeneuve deviendront plus tard le château de Villeneuve-l'Étang.      

## Galerie d'images (restitution 3D)

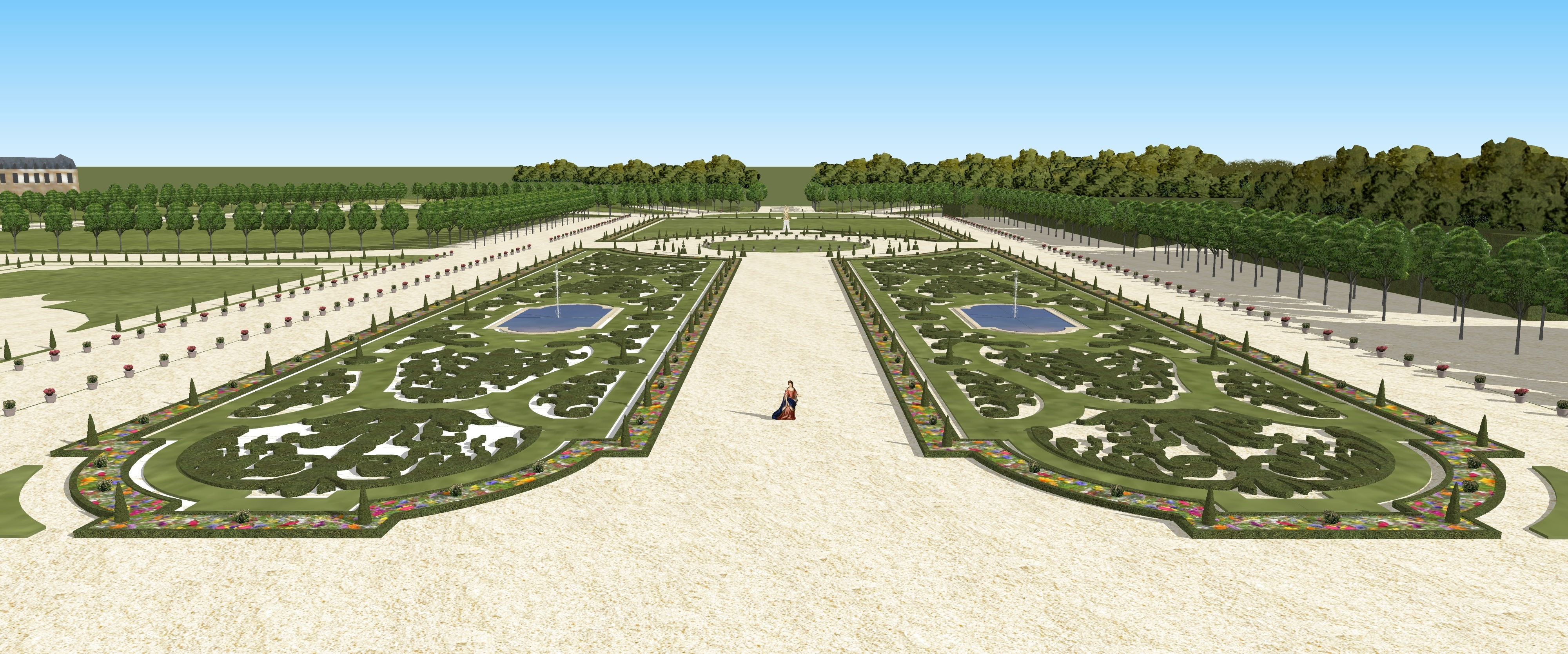
Vue du parterre de l'Étang depuis le premier étage du château vers 1705.
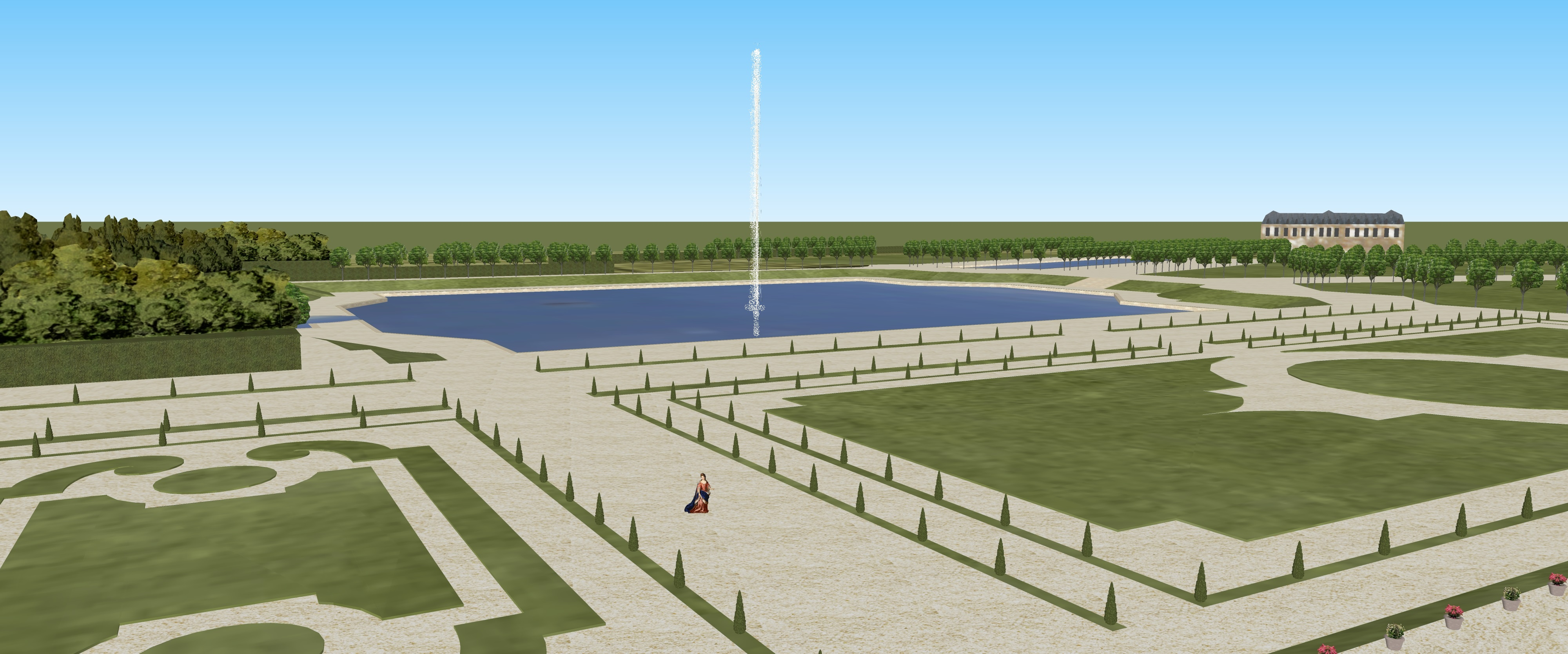
Schéma de la vue sur la grande pièce d'eau depuis le premier étage du château, vers 1705.
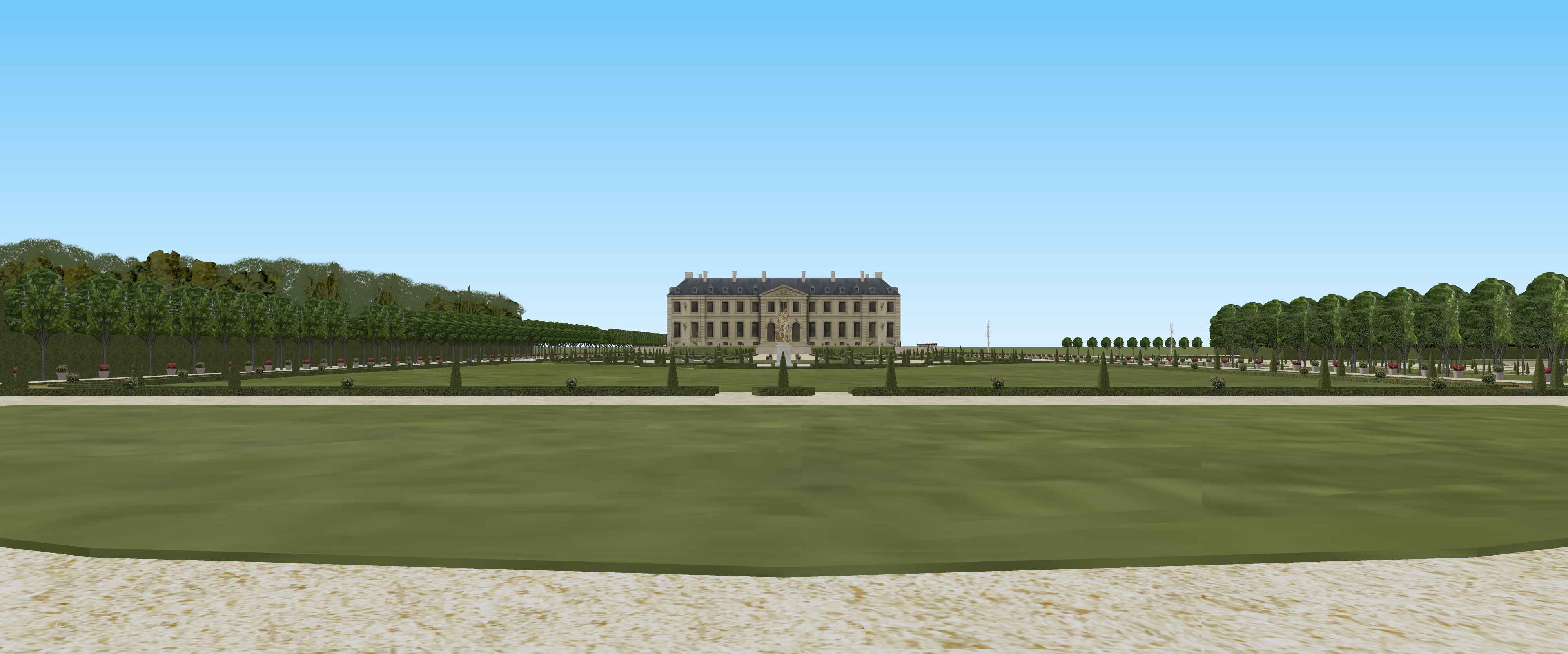
Vue du château de l'Étang depuis le bout du grand parterre, vers 1705.
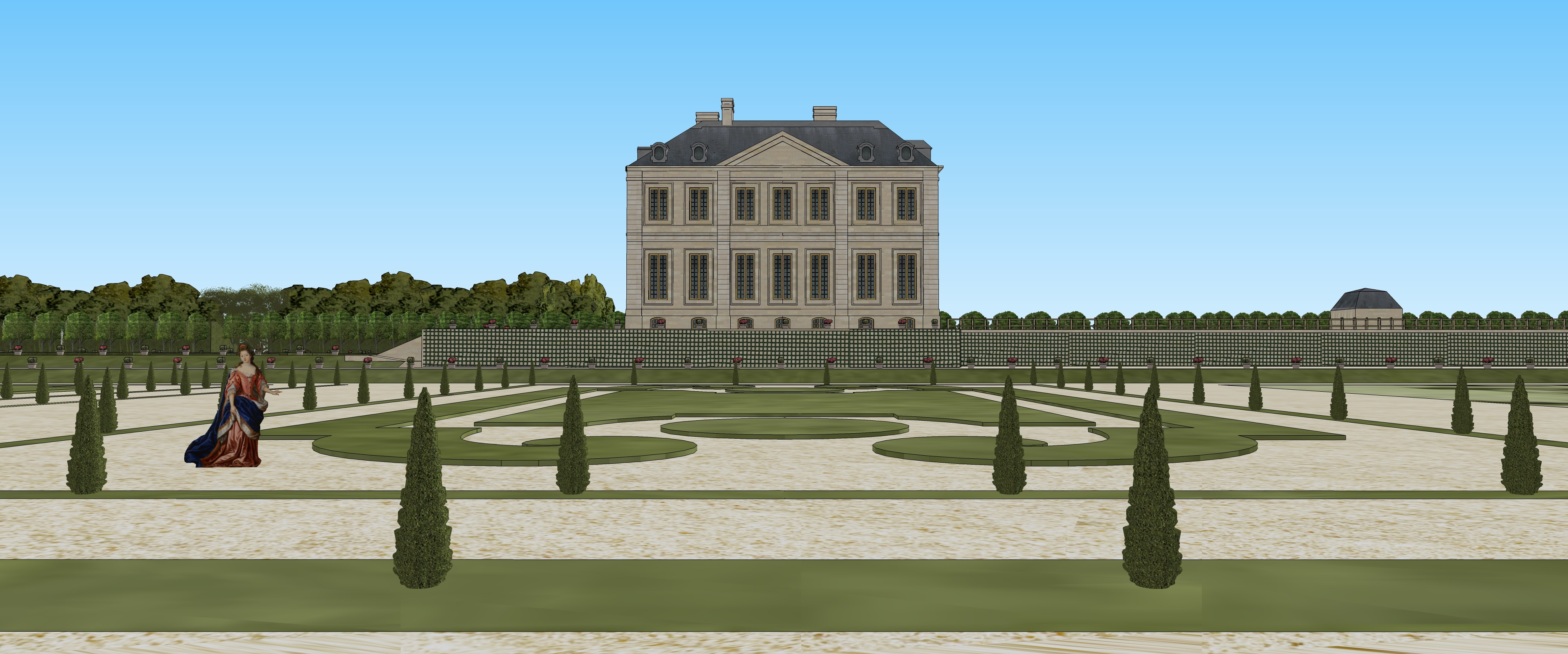
Façade latérale nord du château de l'Étang, vers 1705.
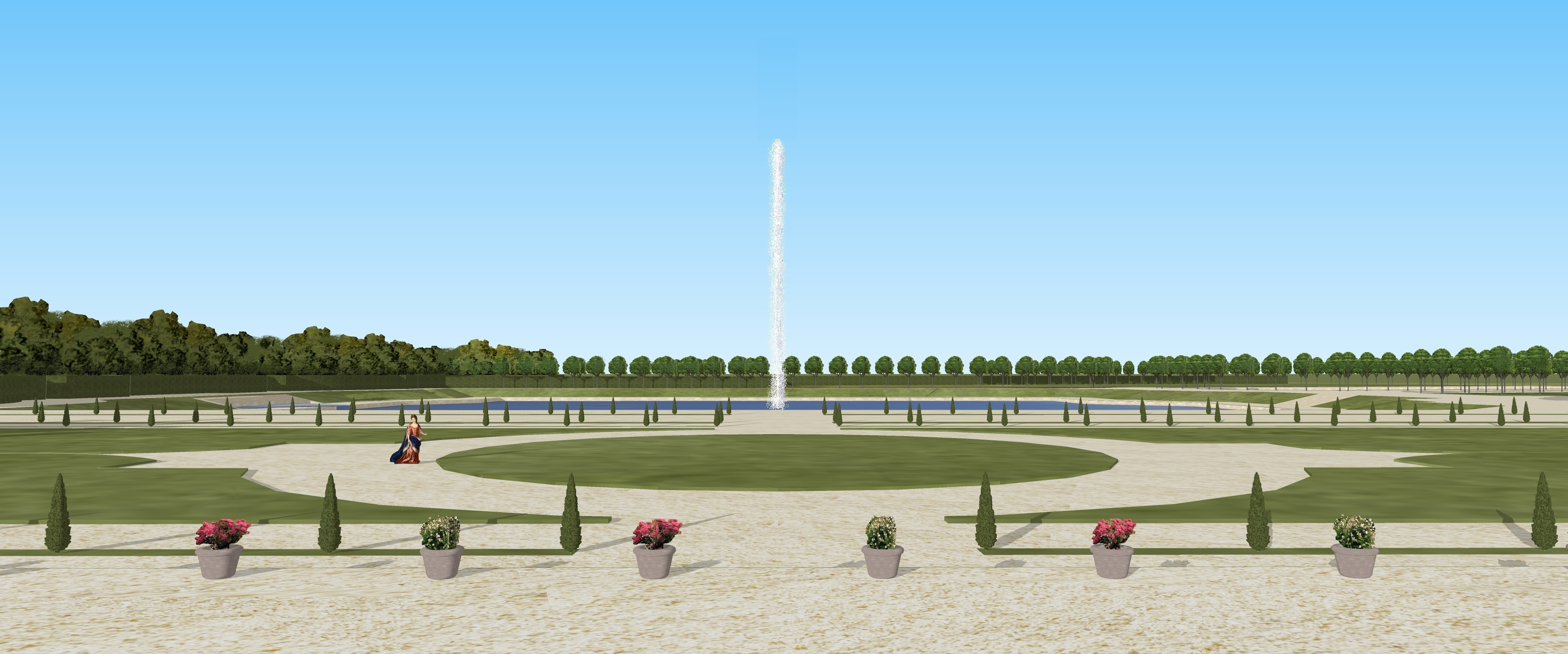
Vue depuis le milieu du grand parterre vers la grande pièce d'eau, vers 1705.
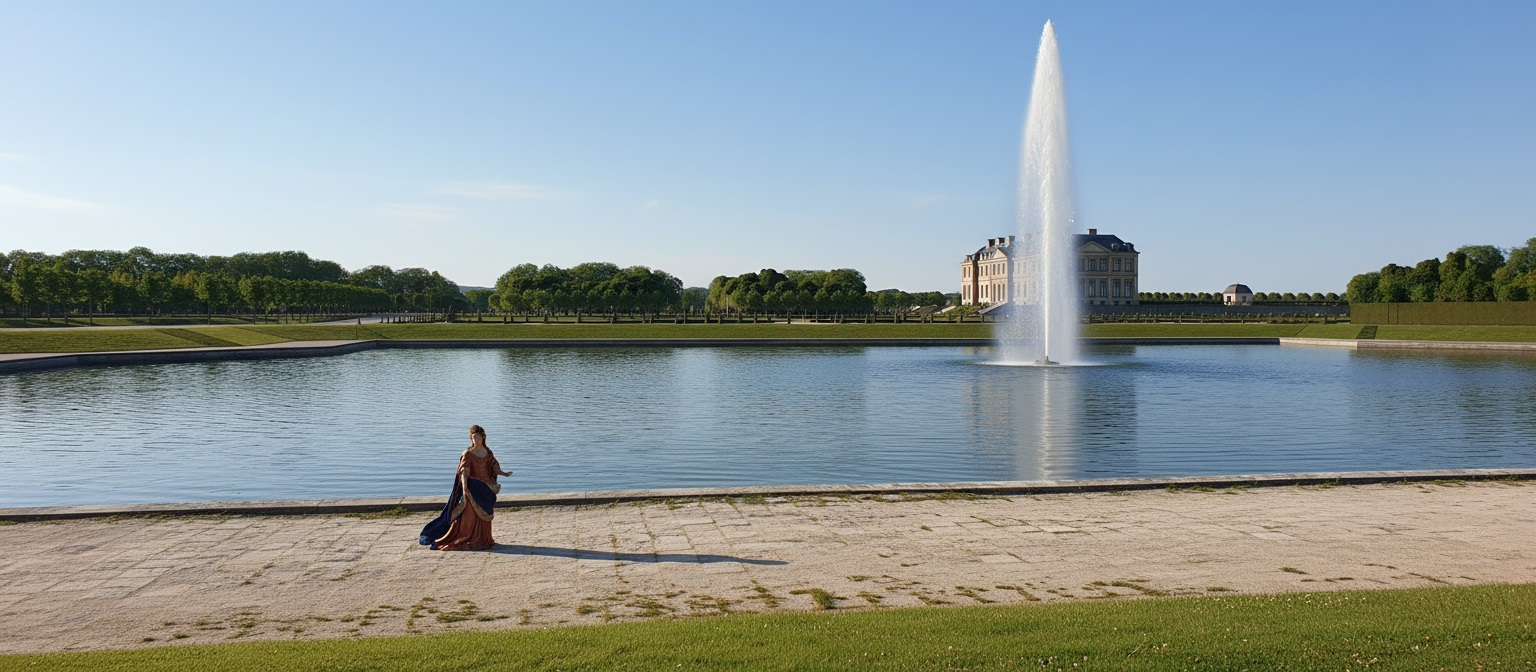
Vue du château de l'Étang depuis le bout de la grande pièce d'eau, vers 1705.
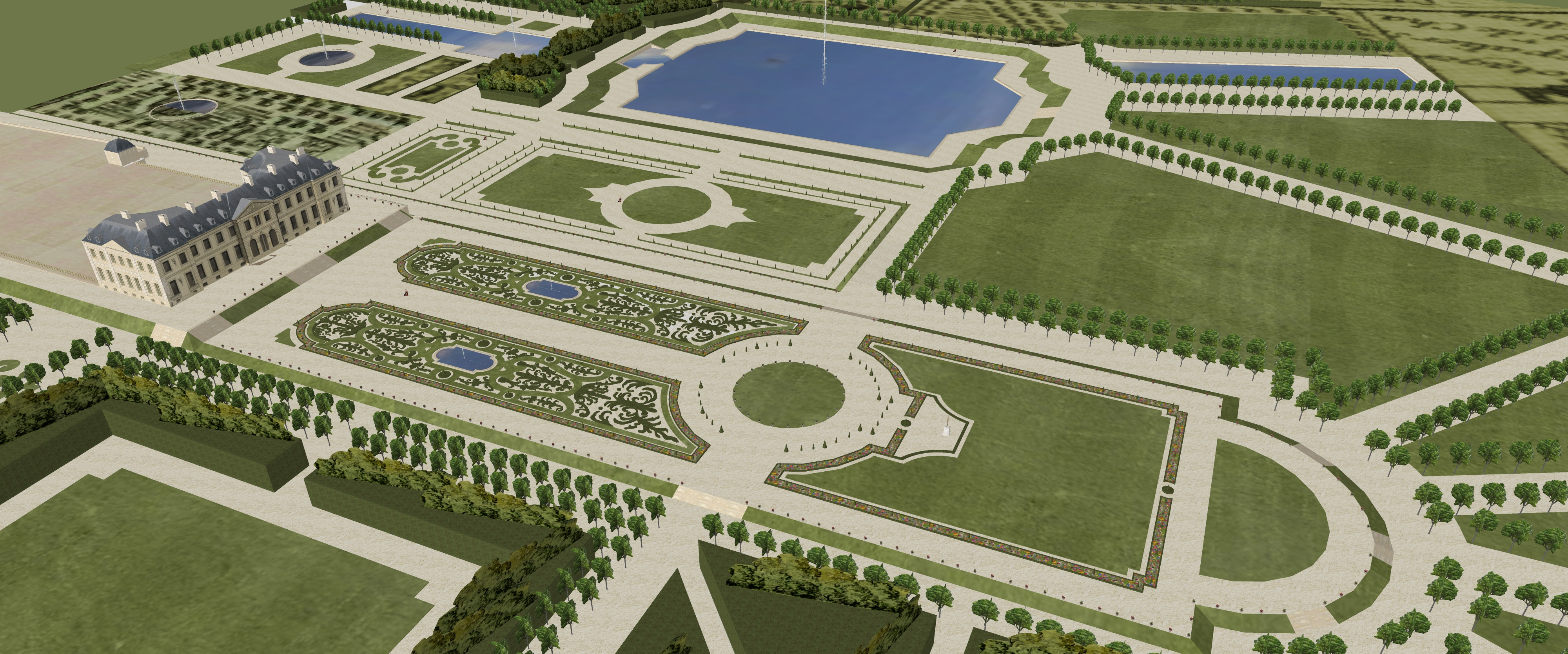
Château de l'Étang, vue aérienne sur les jardins, 1705.
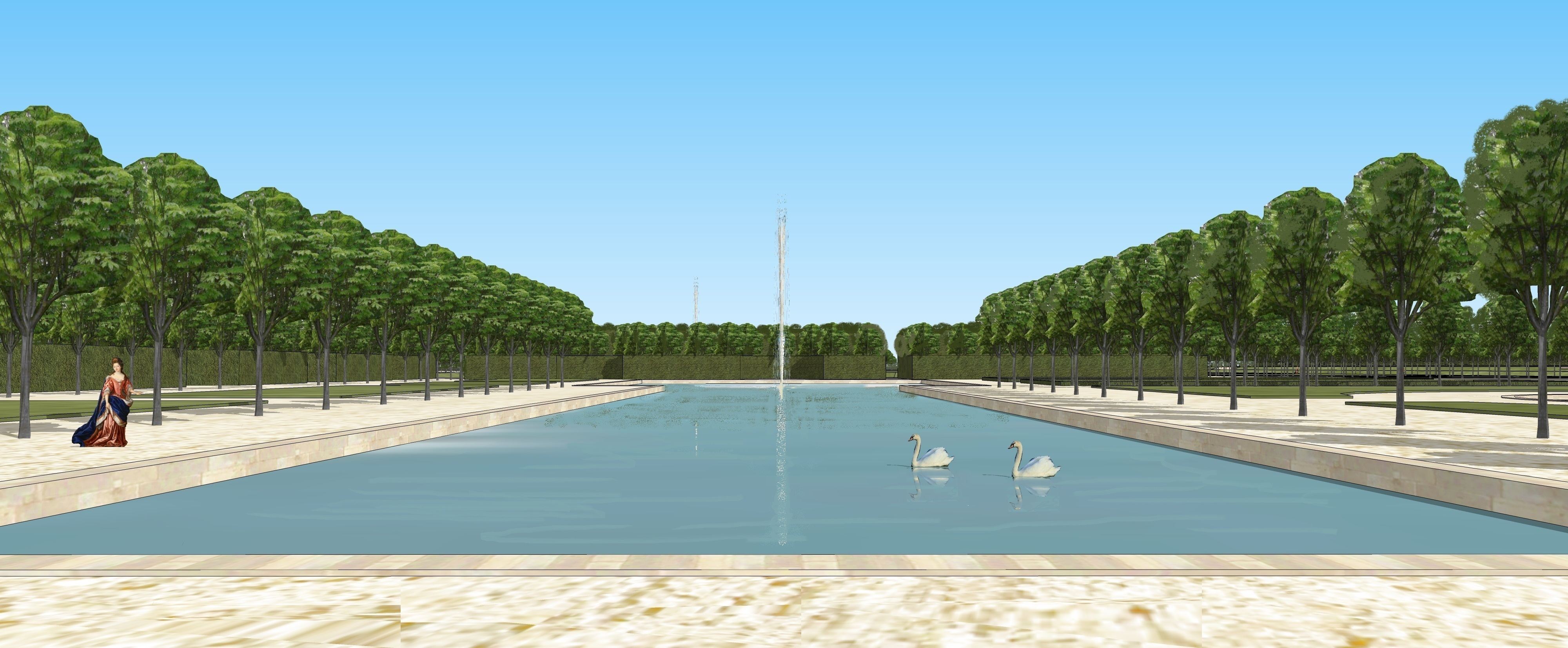
Restitution de la vue sur le petit canal de l'Estang.